# Hauraki District
Der Hauraki District ist eine zur Region Waikato zählende Verwaltungseinheit in Neuseeland. Der Rat des Distrikts, Hauraki District Council (Distriktrat) genannt, hat seinen Sitz in der Stadt Paeroa, ebenso wie die Verwaltung des Distrikts.

## Geographie

### Geographische Lage
Der Hauraki District ist mit 1270 km² reiner Landfläche der kleinste Distrikt in der Region Waikato. Mit 17.808 im Jahr 2013 gezählten Einwohnern kommt der Distrikt auf eine Bevölkerungsdichte von 14,0 Einwohner pro km².
Nördlich des Distriktes liegt der Firth of Thames, der dem Distrikt einen von zwei Zugängen zur See gibt und östlich daran angrenzend der Thames-Coromandel District. Im Westen grenzt der Waikato District an und im Süden tun dies der Matamata-Piako District sowie der Western Bay of Plenty District, der bereits zur Region Bay of Plenty gezählt wird. Die östliche Grenze bildet der westliche Teil der Bay of Plenty, worüber der Distrikt dann auch einen direkte Zugang zum Pazifischen Ozean hat. Im westlichen Teil des Distrikts liegt die weitläufige Hauraki Plains, wogegen der östliche Teil durch die Ausläufer der Coromandel Range geprägt ist.
Die größten Städte des Distrikts sind Waihi, die mit ihrer Goldmine rund 4500 Einwohner beherbergt, Paeroa, in der sich der Verwaltungssitz des Distriktes befindet und mit knapp 4000 Einwohnern zentral in der Mitte des Distrikte liegt und der wesentlich kleinere Ort Ngatea mit rund 1150 Einwohnern weiter westlich.

### Klima
Das Klima des östlichen Teils des Distrikts ist durch eine bergige Landschaft geprägt, während der westliche Teil mit seiner Ebene eher geschützt liegt und mit rund 1100 mm Niederschlägen lediglich die Hälfte der Niederschläge einsammelt, die im bergigen Osten fallen. In den Hauraki Plains sind die Sommer mit mittleren Tagestemperaturen von bis zu 25 °C recht warm, die Winter mit 6 °C relativ mild.

## Bevölkerung

### Bevölkerungsentwicklung
Von den 17.808 Einwohnern des Distrikts waren 2013 3588 Einwohner Māori-stämmig (20,1 %). Das durchschnittliche Einkommen in der Bevölkerung lag 2013 bei 23.100 NZ$ gegenüber 28.500 NZ$ im Landesdurchschnitt.

### Herkunft und Sprachen
Die Frage nach der Zugehörigkeit einer ethnischen Gruppe beantworteten in der Volkszählung 2013 85,2 % mit Europäer zu sein, 21,2 % gaben an Māori-Wurzeln zu haben, 2,4 % kamen von den Inseln des pazifischen Raums und 2,5 % stammten aus Asien (Mehrfachnennungen waren möglich). 12,0 % der Bevölkerung gab an in Übersee geboren zu sein und 4,6 % der Bevölkerung sprachen Māori, unter den Māori 19,4 %.

## Politik

### Verwaltung
Der Hauraki District ist selbst noch einmal in drei Wards eingeteilt, dem Waihi Ward, Paeroa Ward und dem Plains Ward. Jeder Ward wird von vier gewählten Councillors (Ratsmitgliedern) vertreten, die zusammen mit dem Mayor (Bürgermeister) den District Council (Distriktsrat) bilden. Der Bürgermeister und die zwölf Ratsmitglieder werden alle drei Jahre neu gewählt.

## Wirtschaft
Zu den wichtigsten fünf Industriezweigen des Distriktes zählen der Gesundheits- und Sozialsektor mit 27 % Anteil an den Fünf. Gefolgt wird dieser von der Land- und Forstwirtschaft zusammen mit der Fischerei mit 24 %, 18 % Anteil hat der Bildungssektor, 16 % der Ersatzteilhandel und 15 % das Produzierende Gewerbe. Der Goldbergbau, für den mit der Martha Mine die Stadt Waihi bekannt ist, stellt zusammen mit dem Tourismus eine weitere wichtige Erwerbsquelle dar. Das Bruttoinlandsprodukt des Distrikts betrug im Jahr 2016 rund 0,88 Mrd NZ$.
Das bis 2006 oberirdisch abgebautes Gold wird seitdem unterirdisch weiter ausgebeutet. Ein in Neuseeland äußerst bekannter Softdrink-Hersteller, der inzwischen zu Coca-Cola gehört, ist Lemon & Paeroa aus dem Ort Paeroa.

## Infrastruktur

### Verkehr
Verkehrstechnisch angebunden ist der Distrikt durch die New Zealand State Highways 2, 25, 26 und 27, die alle den Distrikt in unterschiedlichen Richtungen durchkreuzen.